# アベロクのおやじラジオ
アベロクのおやじラジオはABCラジオ（朝日放送）で2006年10月～2007年3月に放送されたトーク番組である。
アベロクこと安部憲幸アナウンサーが、彼と同世代の中高年をターゲットに、毎回多彩な話題を取り上げて熱弁を振るっていた。アシスタントは、タレントの入江玲子。

## 主なコーナー
- ドラマチックシアター（古今東西の名勝負を元スポーツアナウンサーの安部が語る）
- おやじの歌（特に1960-70年代を中心とした歌謡曲を取り上げる。リスナーからのリクエストにも応えるが、これも安部の意向により歌謡曲限定）
- 音の玉手箱（毎月テーマを決めて、リスナーからそれにまつわるエピソードを募り、それを安部が朗読する）
- 番組の終わりにはオールディーズナンバー（洋楽）をかけていた。

## 番組制作
- エービーシーメディアコム

| ABCラジオ 水曜日21:00～21:30     | ABCラジオ 水曜日21:00～21:30                 | ABCラジオ 水曜日21:00～21:30     |
| 前番組                           | 番組名                                       | 次番組                           |
| -------------------------------- | -------------------------------------------- | -------------------------------- |
| ABCミュージック21 （平日帯番組） | ABCプレミアムボックス アベロクのおやじラジオ | ABCミュージック21 （平日帯番組） |

| スタブアイコン | サブスタブ | この項目は、まだ閲覧者の調べものの参照としては役立たない、ラジオ番組に関連した書きかけの項目です。この項目を加筆・訂正などしてくださる協力者を求めています（P:ラジオ/PJ:放送番組）。 |